# Željeznička pruga DG – Čakovec – Kotoriba – DG
Željeznička pruga DG (državna granica) – Čakovec – Kotoriba – DG jednokolosječna je neelektrificirana međunarodna pruga duljine 42 km. Izgradnja pruge počela je 1857. godine. a otvorena je 24. travnja 1860. godine te je kao takva prva izgrađena pruga u Hrvatskoj. Pruga je povezivala Pragersko s Velikom Kanižom u Austro-Ugarskoj.
- Zgrada željezničkog kolodvora u Čakovcu
- Kolosijeci na istočnom dijelu čakovečkog kolodvora
- Pogled prema zapadu i kolodvoru s nadvožnjaka u Čakovca

## Poveznice
- Željezničke pruge u Hrvatskoj

## Vanjske poveznice
- Odluka o razvrstavanju željezničkih pruga Narodne novine br.3/2014.
- M501 (Središče) D.G. – Čakovec – Kotoriba – DG (Murakeresztur)  Arhivirana inačica izvorne stranice od 6. siječnja 2017. (Wayback Machine) Vlakovi.hr - Portal željezničke tematike